# Wickelschnurkeramik
Die frühbronzezeitliche (1875 bis 1575 v. Chr.) Wickelschnurkeramik (zeitweilig auch Stacheldrahtkeramik genannt) ist die Leitform dieser Zeitstufe in Westfalen und den Niederlanden. 
Die Wickelschnur-Stempelverzierung von Tongefäßen wird hergestellt, indem ein um eine flexible (Seil, Zweig) oder starre (Feuersteinklinge, Holz- oder Knochenstück) Achse gewickelter Faden auf der Keramik abgedrückt wird. Die Abdrücke der Stempel in den ungebrannten Tonen sind gut zu identifizieren. Je nachdem, wie tief sie sind, erkennt man die Spuren der Fäden oder zusätzlich die der Achse.
Niels Bantelmann (1940–2000) hat 1982 die Bedeutung der Wickelschnurverzierung für Nordrhein-Westfalen bestätigt und den Umfang der zeittypischen Erscheinungen um das sogenannte Fiedermuster im Dekor erweitert.
Als Basis zur Untersuchung der Frühbronzezeit Westfalens sind 250 Fundpunkte aufzuzählen, die die Münstersche Bucht, Nord- und Ostwestfalen einnehmen und im Süden bis Warburg–Brilon–Arnsberg–Lüdenscheid reichen. Der Süden Westfalens bleibt fundleer. 
Für 113 Fundstellen wird die Zugehörigkeit zur Frühbronzezeit durch Wickelschnurkeramik begründet. Hinzu kommen 50 Fundstellen von Riesenbechern (Borken-Südwest). Typisch für Wickelschnur-Becherfunde ist das Einzelgrab unter einem Grabhügel. Funde der Frühbronzezeit (Scherben mit Wickelschnur- oder Fiedermuster, Reste von Riesenbechern und bestimmte zugehörige Feuersteindolche) sind aus 21 Gräbern bekannt, wenn man die Riesenbecher- und Wickelschnur-Scherben aus den Großsteingräbern von Lichtenau-Henglarn (Kreis Paderborn) und Lengerich-Wechte (Kreis Steinfurt) als Belege für Nachbestattungen betrachtet.